# Іван-Озеро
Іва́н-О́зеро (рос. Иван-Озеро) — село у складі Читинського району Забайкальського краю, Росія. Входить до складу Арахлейського сільського поселення.

## Населення
Населення — 100 осіб (2010; 127 у 2002).
Національний склад (станом на 2002 рік):
- росіяни — 96 %